# Hervey Bay
Hervey Bay ist eine Stadt im australischen Bundesstaat Queensland und liegt etwa 300 km nördlich von Brisbane an der Küste.

## Geschichte
Vor Ankunft der Europäer besiedelte der Stamm der Aborigines Butchulla die Gegend von Hervey Bay.
Im Jahr 1770 erreichte James Cook das Gebiet und nannte die Bucht Hervey's Bay nach dem britischen Marineoffizier Augustus Hervey, 3. Earl of Bristol. Matthew Flinders kartographierte einen großen Bereich der Küste bei seinem Besuch im Jahre 1802. Im Jahre 1863 ließ sich der erste Europäer an dem Ort nieder, aus dem später die Stadt Hervey Bay entstehen sollte. An die Eisenbahn wurde Hervey Bay im Jahr 1913 angeschlossen. In den 1920er Jahren stieg die Bevölkerungszahl stark an, da die Landwirtschaft (Zucker, Zitrusfrüchte) und die Rinderhaltung stark expandierten. Regelmäßige Flugverbindungen nach Brisbane wurden im Jahr 1930 aufgenommen. Ebenfalls in den 1930er Jahren wurde die Straßenverbindung zum etwa 30 km entfernten Maryborough asphaltiert.
Nach dem Zweiten Weltkrieg entdeckten die südlichen Australier das gleichmäßig warme Klima in den Breiten für sich und so entwickelte sich Hervey Bay mit den Jahren zu einem beliebten Tourismuszentrum.

## Verkehr
Vom Flughafen der Stadt sind Flugverbindungen nach Brisbane und Sydney verfügbar.
Der nächstgelegene Bahnhof liegt etwa 10 km westlich von Maryborough und bietet Fernverbindungen nach Brisbane und Cairns. Kostenfreie Busse verbinden ihn mit Hervey Bay.
Brisbane ist über den Bruce Highway in etwa 3:30 Stunden Fahrzeit erreichbar.

## Wirtschaft
Besondere Bedeutung haben in Hervey Bay die Zweige der Bauwirtschaft, der Vermietung von Wohnungen, der Industrie und des Einzelhandels, welcher mit 21,1 % die meisten Arbeitsplätze bereitstellt (Stand 2006). Die Arbeitslosenquote lag im September 2008 bei knapp 8 % und damit um etwa 2 Prozentpunkte höher als in Maryborough.

### Tourismus

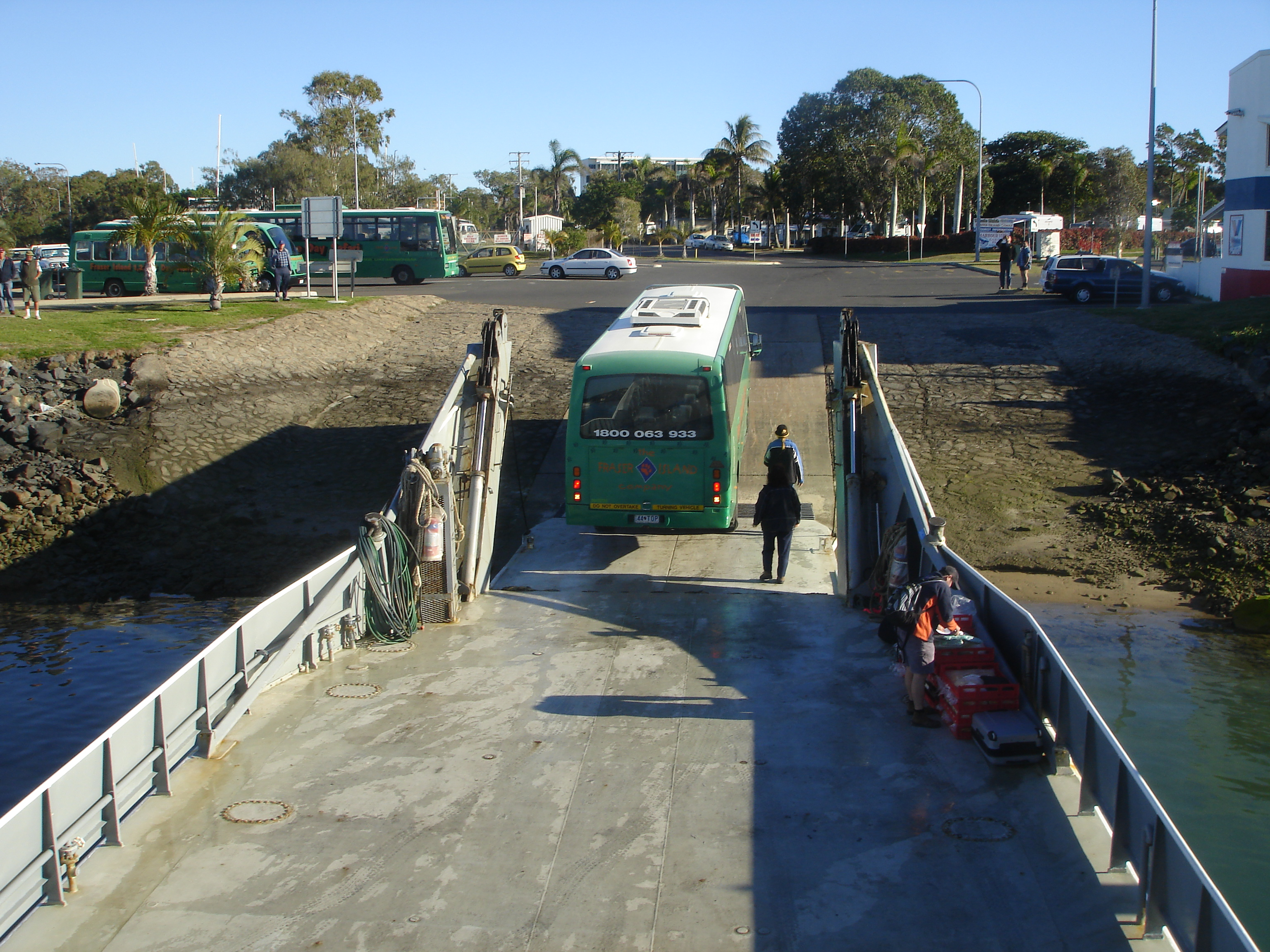
Fähre: Hervey Bay nach K’gari

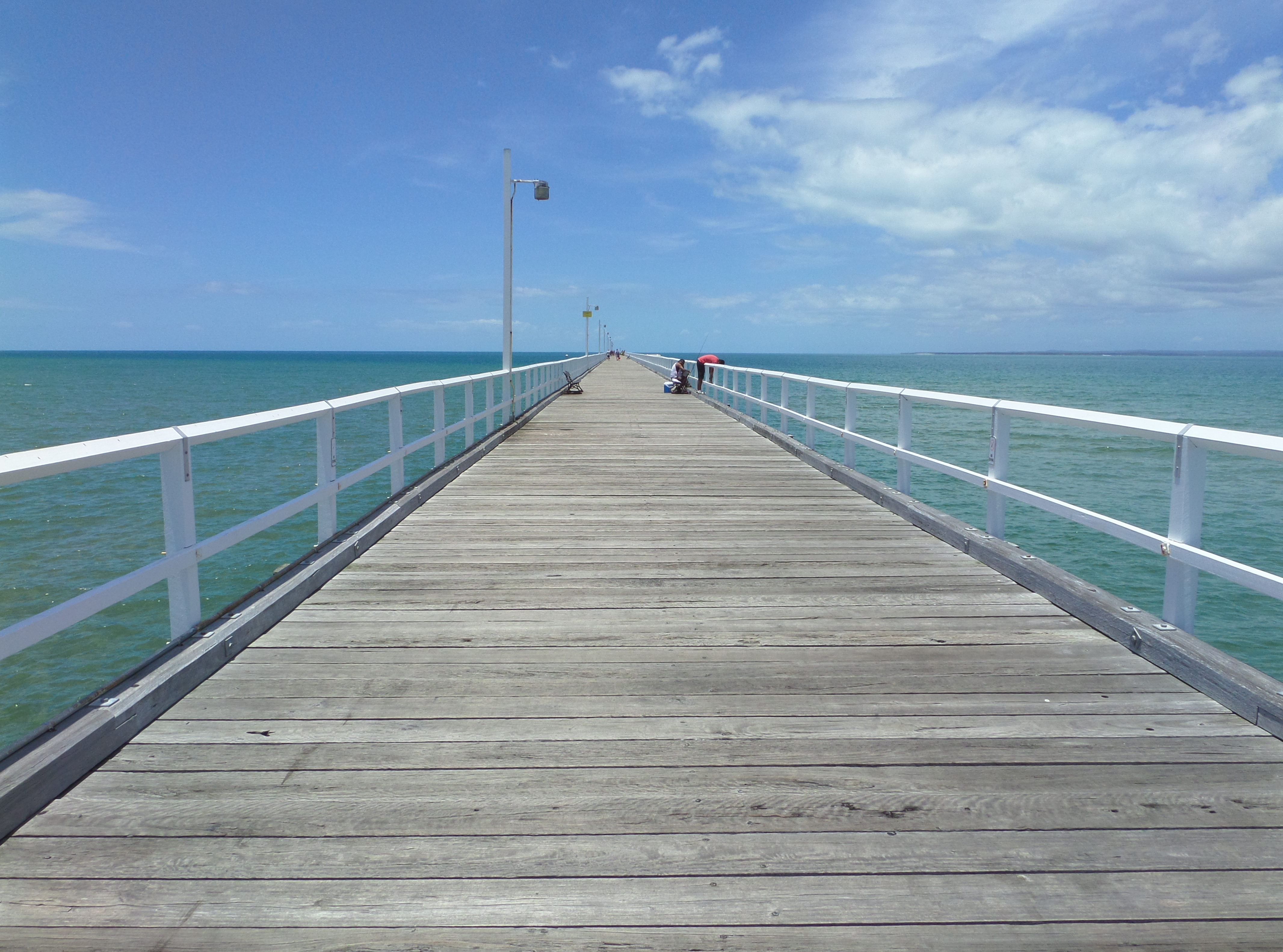
Urangan Pier, 2013

Zwischen September 2007 und September 2008 wurden in der Region 1,77 Millionen Besucher gezählt, eine Steigerung von 8,9 % gegenüber dem Vorjahr. Ausländische Besucher stellen mit 11,5 % eine Minderheit dar.
In Hervey Bay werden Walbeobachtungen („whale watching“) angeboten.
Seit 1999 ist die Pier von Urangan mit 868 Metern der restaurierten historischen Pier von 1917 (ehemals 1124 Meter) eine weitere touristische Attraktion.
Man kann nach K’gari (größte Sandinsel der Welt) übersetzen.

## Klimatabelle
|                       | Jan   | Feb   | Mär   | Apr  | Mai  | Jun  | Jul  | Aug  | Sep  | Okt  | Nov  | Dez   |   |         |
| Mittl. Tagesmax. (°C) | 30,7  | 30,1  | 28,9  | 26,9 | 24,2 | 22,0 | 21,6 | 22,6 | 24,8 | 26,5 | 28,0 | 29,3  | ⌀ | 26,3    |
| Mittl. Tagesmin. (°C) | 22,1  | 22,0  | 20,5  | 17,7 | 14,0 | 11,9 | 9,9  | 10,6 | 14,2 | 16,9 | 19,1 | 21,0  | ⌀ | 16,6    |
|                       |       |       |       |      |      |      |      |      |      |      |      |       |   |         |
| Niederschlag (mm)     | 147,8 | 144,6 | 125,3 | 70,9 | 97,1 | 82,8 | 46,9 | 64,3 | 37,4 | 65,2 | 64,4 | 142,9 | Σ | 1.089,6 |
|                       |       |       |       |      |      |      |      |      |      |      |      |       |   |         |
| Regentage (d)         | 8,4   | 8,7   | 10,1  | 9,7  | 9,5  | 8,7  | 5,9  | 3,9  | 4,1  | 4,3  | 6,5  | 8,3   | Σ | 88,1    |

| 22,1 |

| 22,0 |

| 20,5 |

| 17,7 |

| 14,0 |

| 11,9 |

| 9,9 |

| 10,6 |

| 14,2 |

| 16,9 |

| 19,1 |

| 21,0 |

| 22,1 |

| 22,0 |

| 20,5 |

| 17,7 |

| 14,0 |

| 11,9 |

| 9,9 |

| 10,6 |

| 14,2 |

| 16,9 |

| 19,1 |

| 21,0 |

## Persönlichkeiten
- Jordan Kerby (* 1992), australisch-neuseeländischer Radrennfahrer